# 八田木枯
八田 木枯（はった こがらし、1925年1月1日 - 2012年3月19日）は、日本の俳人。
本名は日刈（ひかる、生誕時は光）。

## 人物
三重県津市に出生。実家は材木商。10代から「ホトトギス」に投句し、1941年より長谷川素逝に師事。のち橋本鶏二に師事。戦後、貸本業や実家の材木商を営みながら、1945年に句誌「ウキグサ」を主宰。1947年より山口誓子の「天狼」に投句して注目されるが、1957年より20年間、稼業に専念するため句作を中断する。1977年より句作を再開し、うさみとしおとの二人誌「晩紅」を発行。1987年「雷魚」創刊同人。句作再開後は「天狼」時代と打って変わり、虚実皮膜とも言われる玄妙な句を作った。2005年、現代俳句協会賞を受賞。2011年、句集『鏡騒（かがみざい）』により小野市詩歌文学賞受賞。同年「晩紅」を休刊し、木枯を囲む同人誌「鏡」が寺澤一雄により創刊。
2012年、間質性肺炎により87歳で死去。

## 句集
- 『汗馬楽鈔』深夜叢書社、1988年9月
- 『於母影帖』[要文献特定詳細情報]
- 『あらくれし日月の鈔』富士見書房、1995年1月月
- 『天袋』[要文献特定詳細情報]
- 『夜さり』角川書店、2004年9月
- 『鏡騒』ふらんす堂、2010年9月